# Federico Monja
Pour les articles homonymes, voir Monja.
Federico Monja, né le 12 septembre 1993, est un joueur argentin de hockey sur gazon. Il évolue au poste de défenseur au Banco Provincia et avec l'équipe nationale argentine.

## Carrière
- U21 de 2015 à 2016
- Débuts en équipe première en mai 2018 à Buenos Aires dans le cadre des matchs amicaux contre la Malaisie[2].

## Palmarès
- : 1er à la coupe d'Amérique des moins de 21 ans en 2012.